# Guy Tunmer
Guy Tunmer (n. 1 decembrie 1948, Ficksburg, Free State, Africa de Sud – d. 22 iunie 1999, Africa de Sud) a fost un pilot de Formula 1. De-a lungul carierei a luat startul în 1 cursă, niciuna din pole-position. Nu a câștigat nicio cursă și nu a terminat niciodată pe podium, acumulând 0 puncte în întreaga activitate ca pilot de Formula 1.